# Baptist Hörbst
Baptist Hörbst (* 1. Dezember 1850 in Zürich; † 12. Oktober 1927 in Affoltern am Albis) war ein Schweizer Bildhauer.

## Leben und Wirken
Baptist Hörbst (Hoerbst), Sohn des Gipsers und Stuckateurs Georg Hörbst, reiste nach der Schule mit seinem Vater nach Deutschland, Belgien und Frankreich. 1866 bis 1869 absolvierte er eine Lehre als Bildhauer bei Johannes Dielmann in Frankfurt am Main. 1871 bis 1873 studierte er an der Akademie der Bildenden Künste München.
1873 reiste Hörbst über Wien nach Italien. In Rom arbeitete er im Atelier seines Landsmanns Ferdinand Schlöth bis zu dessen Rückkehr in die Schweiz im Jahr 1874. 1876 kehrte er in die Schweiz zurück und übernahm das väterliche Geschäft. Ab 1880 betätigte er sich nur noch als Bildhauer, insbesondere als Porträtist.

## Werke (Auswahl)
- Skulptur, Der Alphornbläser[2]

Denkmal für Johann Karl Kappeler
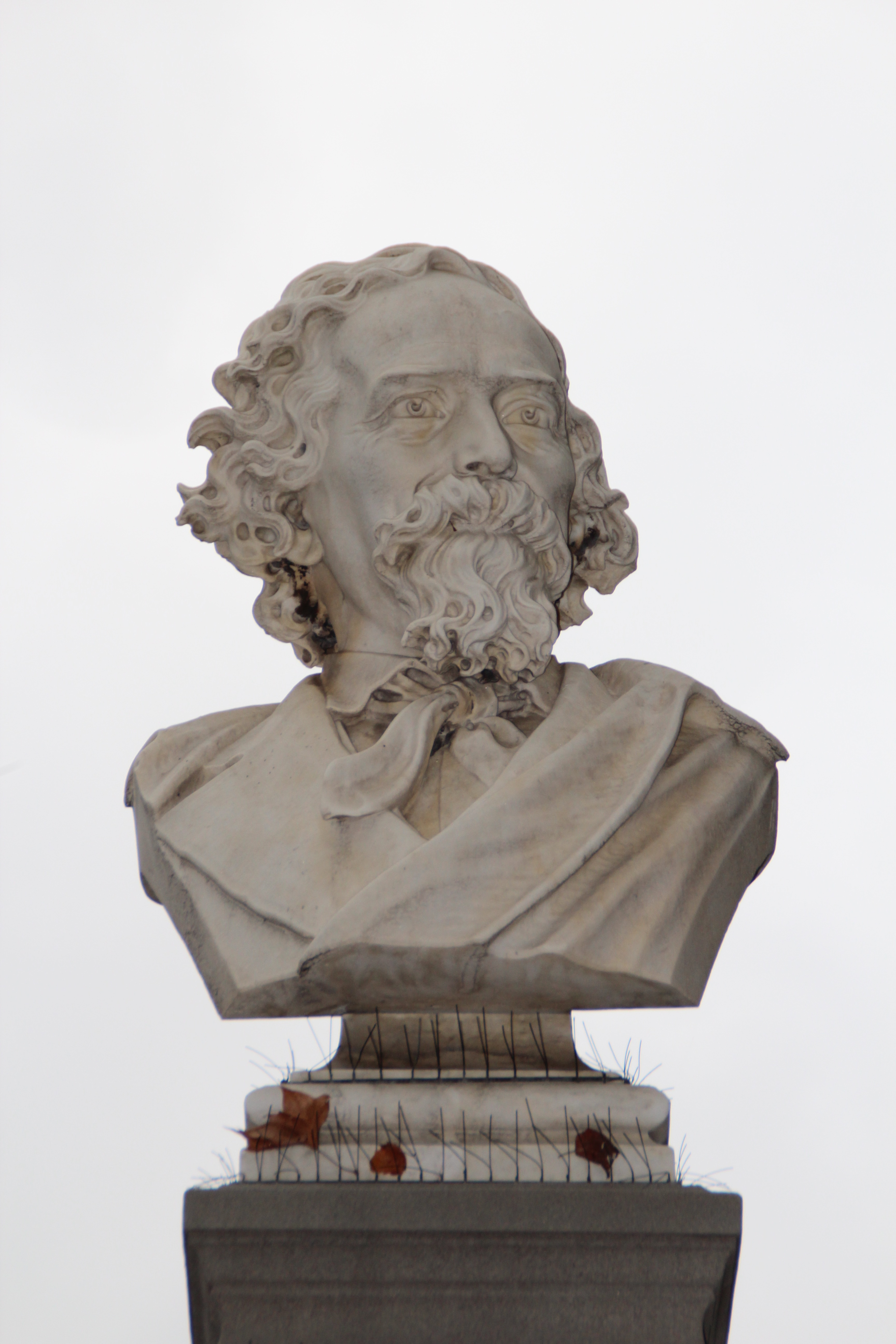
Büste auf dem Ignaz-Heim-Denkmal am Zürcher Heimplatz, 1883
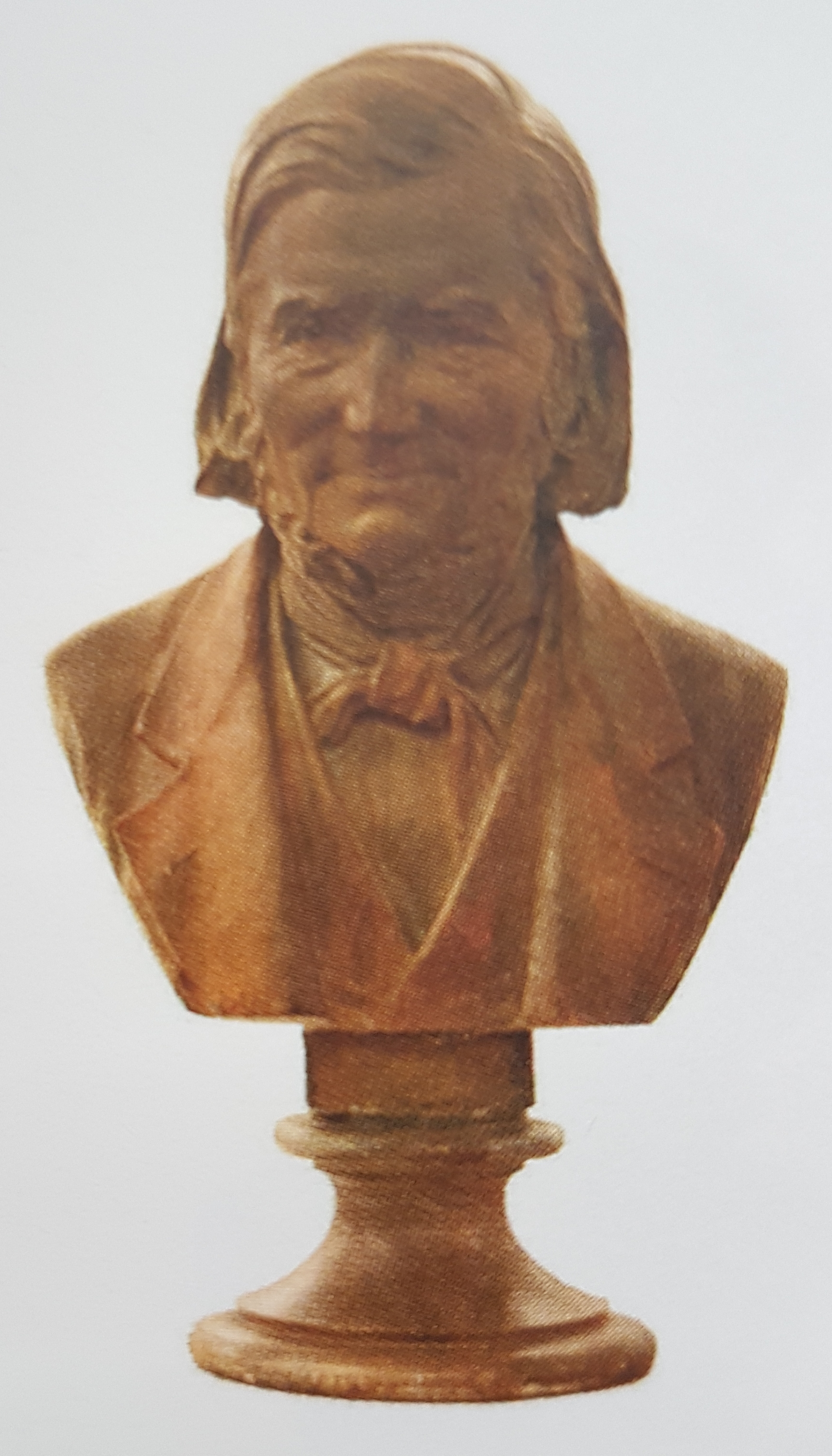
Oswald Heer
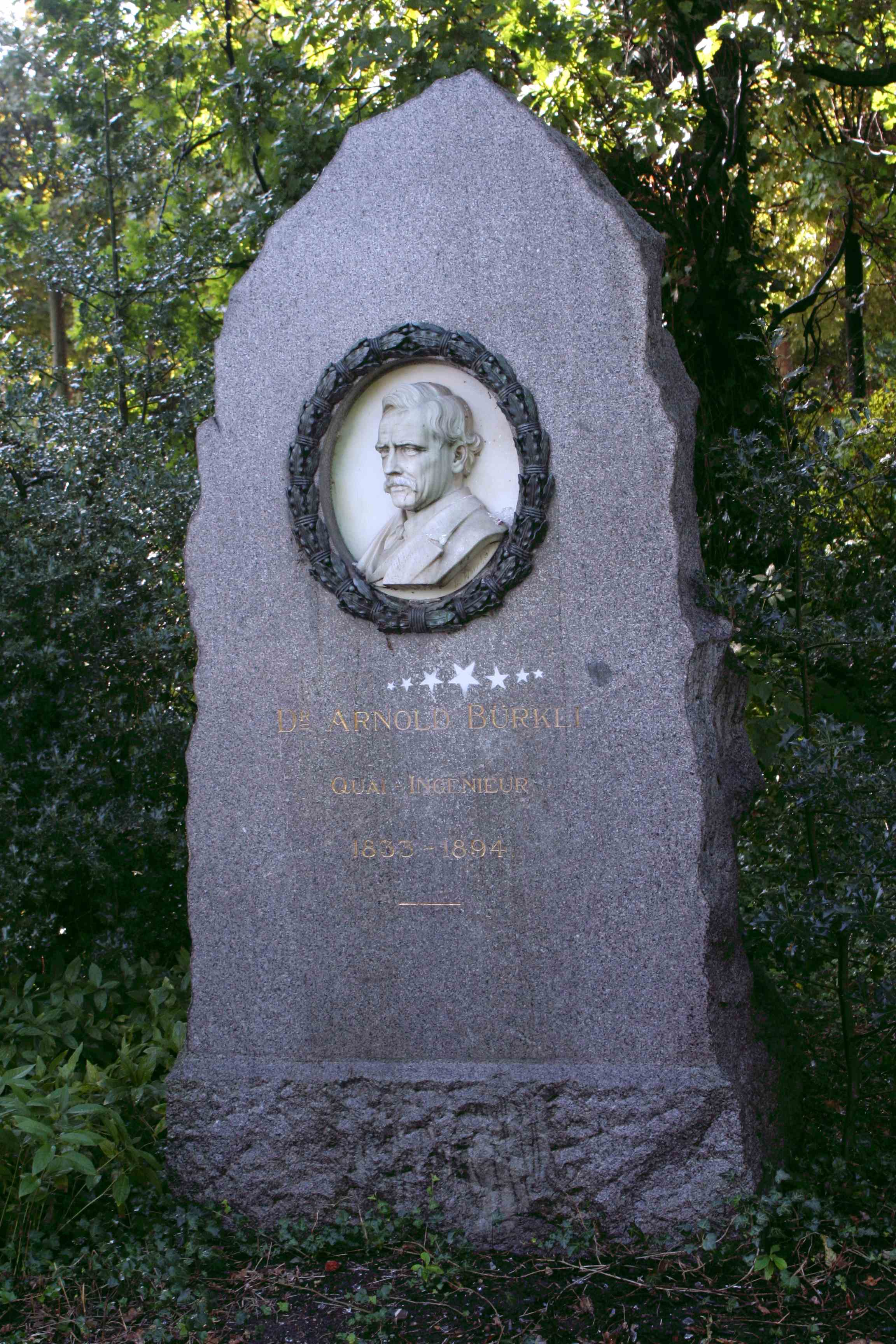
Arnold-Bürkli-Gedenkstein im Arboretum Zürich